# Škvíra ve stázi
Škvíra ve stázi (v anglickém originále Stasis Leak) je čtvrtá epizoda druhé série (a celkově desátá) britského sci-fi sitcomu Červený trpaslík. Poprvé byla odvysílána 27. září 1988 na kanálu BBC2.
Clare Groganová, která hrála Kochanskou byla propuštěna ještě před skončením natáčení, takže v poslední scéně ji musela nahradit asistentka režie Dona DiStefanová. Aby tato záměna nebyla poznat, nasadila si DiStefanová velký klobouk a sklonila ho co nejvíc do obličeje.

## Děj epizody
Děj se vrací o tři miliony let zpátky: Rimmer u kapitána Hollistera žaluje na Listera, že mu do snídaně přimíchal halucinogenní houby a on se potom choval nevhodně. Lister vyfasuje dva týdny natírání a Rimmer, který slovně inzultoval kapitána, když si stěžoval na příliš nízký trest, osm. Když se Rimmer následně ocitne ve své kajutě sám, vyleze z jeho stolku jeho hlava s velkým H na čele a řekne mu, že na 16. podlaží je škvíra ve stázi. Rimmer hlavu ignoruje, protože si myslí, že ho Lister znovu intoxikoval. Scéna končí.
Děj se přesouvá do současnosti: Lister si čte Rimmerův deník a baví se jeho pikantnostmi. Má k tomu ale důvod, protože v něm našel zmínku o oné hlavě, která vylezla ze stolu. Lister si myslí, že to nebyla halucinace, ale Rimmer z budoucnosti, který chtěl varovat sám sebe. Navíc v kajutě Kochanské najde jejich svatební fotku, což by znamenalo, že se vrátí do minulosti a ožení se s ní. Oba dva s Kocourem tedy nasednou do turbovýtahu a vystoupí na 16. podlaží, kde se skutečně nachází škvíra vedoucí do minulosti. Jenže když chtějí přenést nějaký předmět do budoucnosti, změní se v prach. Zpátky v kajutě před usnutím se Lister svěří Rimmerovi, že se vrátí ke Kochanské do minulosti a zůstane s ní, i kdyby to mělo znamenat jeho smrt. Pak mu ale dojde, že je tu ještě druhá volná stázová jednotka a jednu osobu by tak mohli zachránit. Lister samozřejmě preferuje Kochanskou, Rimmer sám sebe. Rimmer nelení a v noci se vydá ke škvíře, aby přesvědčil sám sebe v minulosti, ráno se po jeho stopách vydají Kocour s Listerem. Znovu se odehraje scéna, ve které Rimmer (ze současnosti) vystrkuje hlavu ze stolu na své já z minulosti, tentokrát ale nekončí. Do kajuty následně přijde kapitán Hollister v převleku za kuře a snaží se Rimmerovi (z minulosti) omluvit za to, že mu napařil osm týdnů natírání. Ten se definitivně ujišťuje, že je zfetovaný a Hollistera polije barvou, kterou měl na natírání. Mezitím Lister s Kocourem najdou Kochanskou, jenže ta má právě líbánky. Lister je zdrcený, ale jen do chvíle, kdy zjistí, že to on si vzal Kochanskou. Jenže to není on, ale jeho já o pět let starší (tedy z budoucnosti).
Rimmera (z minulosti) přiváží do jeho kajuty na vozíku, protože mu předtím vypumpovali žaludek. Na vrchní palandě spí Lister (z minulosti), který byl unavený z natírání. Znovu se před Rimmera vynoří hlava Rimmera (ze současnosti) a radí mu, aby zůstal v klidu. Do kajuty přichází Kocour s Listerem (ze současnosti), Lister (z budoucnosti) s Kochanskou a k dovršení zmatku vystupuje ze zrcadla i další Rimmer (z budoucnosti). To už je na psychicky labilního Rimmera z minulosti moc a tak zařve: „Předtím, než kdokoliv z vás cokoliv řekne, rád bych něco poznamenal. VYPADNĚTEEEEEE!!!!“

## Kulturní reference
V epizodě zazní jména osob:
- Felicity Kendalová, Barbara Cartlandová, Marilyn Monroe, Olivia Newton-Johnová

a názvy děl:
- Planeta opic, Jih proti Severu